# Ars Praedicandi Populo
Ars praedicandi populo („Handbuch für die Predigt vor dem Volk“) ist ein lateinisches literarisches Werk, das Francesc Eiximenis vor 1379 verfasste. Es ist ein Handbuch für die Predigt. Solche Predigthandbücher waren in der Zeit der spätmittelalterlichen Scholastik sehr verbreitet.
Eiximenis’ Handbuch wurde in einem Manuskript in Krakau von dem Kapuziner Martí de Barcelona gefunden. Er schrieb es 1936 ab und veröffentlichte es.

## Struktur
Das Werk liefert eine einfache Struktur für die Predigt:
- Introductio: allgemeine Einleitung nach einem kurzen Abschnitt der Bibel
- Introductio thematis: spezielle Einleitung zum Thema
- Divisio thematis: Gliederung des Themas nach logischen und mnemotechnischen Gesichtspunkten.

## Erfolg
Nach Manuel Sanchis Guarner wurde die Gliederungsstruktur dieses Buches von dem berühmten zeitgenössischen valencianischen Prediger Vinzenz Ferrer kopiert und benutzt.

## Ars Praedicandi Populoin der digitalisierten Werkausgabe
- Gesamte Werke von Francesc Eiximenis (auf Katalanisch und auf Latein).